# Non alzare il ponte, abbassa il fiume
Non alzare il ponte, abbassa il fiume (Don't Raise the Bridge, Lower the River) è un film del 1968 diretto da Jerry Paris e interpretato da Jerry Lewis. Fu distribuito dalla Columbia Pictures.

## Trama
George Lester è un uomo che è a caccia di arcobaleni, alla ricerca della pentola d'oro alla fine. Quando sua moglie, Pamela si stanca di essere trascinata in tutto il mondo, lo lascia. Mentre lei è fuori, George trasforma la sua casa di famiglia in una discoteca. Quando torna, lei minaccia di inviare George in carcere per frode, perché lei non ha dato la sua approvazione. George ha bisogno di qualche soldo velocemente, così decide di rivolgersi ad un suo vecchio collega, William Homer ma Willy è un po' corto. George decide di rubare i piani per un nuovo trapano, su cui sta lavorando Dudley Heath, corteggiatore di Pamela. Ma quando George prende gli orecchioni, egli non può recarsi al luogo di incontro e si rifiuta di dare a Willy i piani a meno che non gli dia i soldi prima. E gli acquirenti non glieli daranno a meno che non vedano la merce prima.